# Сомино (Ленинградская область)
Сомино́ — село Ефимовского городского поселения Бокситогорского района Ленинградской области.

## История
Упоминается на карте Новгородского наместничества 1792 года А. М. Вильбрехта, как деревня Пристань.
Согласно семитопографической карте Новгородской губернии 1847 года деревня называлась Засоменье и насчитывала 26 крестьянских дворов, смежно с ней находилась деревня Пристань Сомина.
Согласно X-ой ревизии 1857 года:

СОМИНА (КУЗЬМИНСКОЕ) — село. Принадлежит: Мягкову: хозяйств — 26, жителей: 70 м. п., 64 ж. п., всего 134 чел.; Колюбакину: хозяйств — 1, жителей: 2 м. п., 1 ж. п., всего 3 чел.

Сборник Центрального статистического комитета описывал село так:

СОМИНО — село бывшее владельческое при реке Соминке, дворов — 30, жителей — 171;
 Волостное правление, церковь православная, часовня, школа, постоялый двор, в 6 верстах — церковно-приходская школа. (1885 год)

Согласно по земской переписи 1895 года:

СОМИНА (КУЗЬМИНСКОЕ) — село. Крестьяне бывшие Мягкова: хозяйств — 32, жителей: 74 м. п., 76 ж. п., всего 150 чел.; Крестьяне бывшие Колюбакина: хозяйств — 1, жителей: 3 м. п., 1 ж. п., всего 4 чел.;

Согласно данным первой переписи населения Российской империи:

СОМИНО (СОМИНА) — село, православных — 1093, мужчин — 512, женщин — 596, обоего пола — 1108. (1897 год)

В конце XIX — начале XX века село административно относилось к Соминской волости 1-го земского участка 3-го стана Устюженского уезда Новгородской губернии.
Позднее «Список населённых мест Новгородской губернии» описывал Сомино так:

СОМИНО (с усадьбой Кузьминское) — деревня Соминского сельского общества и усадьба А. П. Пузино при реке Соминке, озере Горнем и ручье Мельничном на Тихвинском почтовом тракте и Тихвинской водной системе, число дворов — 90, число домов — 45, число жителей: 318 м. п., 302 ж. п.; Почтовое отделение, сельскохозяйственный склад, винная лавка, 3 паровых двигателя, пожарное депо, квартира урядника и стражников, 10 хлебных и бакалейных лавок, 4 мануфактуры, 2 железных лавки, 4 чайных, 6 ларей мелочных, 4 кузницы, 2 пивных лавки. Ярмарки: 11 февраля, 29 июня, 14 сентября, все трёхдневные. Смежна с деревней Засоминье.

СОМИНО — пристань частных владельцев на реке Соминке и озере Горнем на Тихвинском почтовом тракте и Тихвинской водной системе, число дворов — 163, число домов — 191, число жителей: 445 м. п., 487 ж. п.; Часовня. Земская станция. Квартира станового пристава. Казарма Вологодского шлюза. Квартира помощника инспектора судоходства. 2 мелочных лавки. Кузница. Мельница. Смежна с деревнями Сомино и Засоминье. (1910 год)

- Сомино на карте 1917 года

Согласно карте Новгородской губернии 1917 года это был Погост Сомино, который насчитывал 85 крестьянских дворов и одну часовню.
В селе Сомино строили лодки «соминки» (до 200 шт. в год), грузоподъёмностью до 33 тонн, для транспортировки грузов по Мариинской и Тихвинской водным системам.
С 1917 по 1918 год Сомино входило в состав Тарантаевской волости Тихвинского уезда Новгородской губернии.
С 1918 года — в составе Череповецкой губернии.
С 1924 года — в составе Соминской волости Устюженского уезда.
С 1927 года — в составе Ефимовского района.
Согласно карте Ленинградской области Северо-западного аэрогеодезического треста ГГУ издания 1932 года село насчитывало 92 крестьянских двора. В селе располагались: сельсовет, почтово-телеграфная контора, церковь, часовня и две мукомольных водяных мельницы.
По данным 1933 года село Сомино являлось административным центром Соминского сельсовета Ефимовского района, в который входили 6 населённых пунктов: деревни Вожань, Забелы, Калитки, Лахово, Моровины Горочки и само село Сомино, общей численностью населения 1400 человек.
По данным 1936 года в состав Соминского сельсовета входили 6 населённых пунктов, 268 хозяйств и 5 колхозов.
С 1965 года — в составе Бокситогорского района. В 1965 году население села составляло 1164 человека.
По данным 1966 и 1973 годов село Сомино являлось административным центром Соминского сельсовета.
По административным данным 1990 года в селе Сомино проживали 545 человек. Село также являлось административным центром Соминского сельсовета, в который входили 8 населённых пунктов: деревни Долгое Болото, Забелье, Калитки, Кожаково, Красная Речка, Сосновый Бор, Спирово и село Сомино, общей численностью населения 859 человек.
В 1997 году в селе Сомино Соминской волости проживали 468 человек, в 2002 году — 383 человека (русские — 99 %).
В 2007 году в селе Сомино Ефимовского ГП — 389, в 2010 году — 304, в 2015 году — 264, в 2016 году — 247 человек.

## География
Село расположено в юго-восточной части района на автодороге А114 (Вологда — Новая Ладога) в месте примыкания к ней автодороги 41К-033 (Сомино — Ольеши).
Расстояние до административного центра поселения — 25 км. Расстояние до районного центра — 86 км.
Расстояние до ближайшей железнодорожной станции Ефимовская — 27 км.
Через село протекает река Соминка. На южной окраине села расположены: озеро Лахта и озеро Горное, к северо-западу — озеро Лошево.

## Демография
| 1997 | 2002 | 2007 | 2010 | 2017 |
| ---- | ---- | ---- | ---- | ---- |
| 468  | ↘383 | ↗389 | ↘304 | ↘240 |

### Национальный состав
Согласно данным Всероссийской переписи населения 2021 года в селе проживали 323 человека, из них:
 русские — 308, украинцы — 5, азербайджанцы — 3, армяне — 2, белорусы — 1, вепсы — 1, киргизы — 1, таджики — 1, татары — 1 человек.

## Достопримечательности
- Церковь Петра и Павла, 1844 года постройки, каменная, действующая. Её шпиль венчает фигура ангела, которая копирует ангела на шпиле Петропавловского собора Санкт-Петербурга.[29].
- Система шлюзов (водоскатные настилы, обломки шлюзовых ворот) времён Петра I на реке Соминке.
- Обелиск героям Великой Отечественной войны на сельском кладбище.
- Часовня иконы Божией Матери «Всех скорбящих Радость», 2003 года постройки, деревянная, действующая и святой источник при ней[30][31].
- Часовня Александра Невского, 1841 года постройки, деревянная, утрачена в 1965 году[32].

## Фото
- Церковь Петра и Павла в Сомино. 2021 год
- Усадебный дом

## Транспорт
| Пункт отправления | Пункт назначения |
| ----------------- | ---------------- |
| Весьегонск        | Санкт-Петербург  |
| Вологда           | Санкт-Петербург  |
| Устюжна           | Санкт-Петербург  |
| Чагода            | Санкт-Петербург  |
| Череповец         | Петрозаводск     |
| Заборье           | Ефимовский       |

## Прочее
В местном Доме культуры выступает Соминский хор.
Ежегодно, 12 июля, в Петров день по народному календарю, в селе проходит Соминская Петровская ярмарка.

## Улицы
346 км автодороги Вологда — Новая Ладога, Белозерка, Колхозная, Мира, Набережная, Новая, Почтовый переулок, Советская, Тракторный переулок, Ярославская.